# Seznam katastrálních území v okrese Mělník
Seznam katastrálních území okresu Mělník
V této tabulce je uveden kompletní výčet katastrálních území Okresu Mělník, včetně rozlohy a místních částí, které na nich leží.
| Název KÚ                       | Místní části                                                        | Obec                | km2   |
| ------------------------------ | ------------------------------------------------------------------- | ------------------- | ----- |
| A                              | A                                                                   | A                   |       |
| Bosyně                         | Bosyně                                                              | Vysoká              | 1,87  |
| Brozánky                       | Brozánky                                                            | Hořín               | 2,8   |
| Březinka u Kokořína            | Březinka                                                            | Kokořín             | 2,07  |
| Bukol                          | Bukol                                                               | Vojkovice           | 3,02  |
| Býkev                          | Býkev                                                               | Býkev               | 4,13  |
| Byšice                         | Byšice                                                              | Byšice              | 10,86 |
| Byškovice                      | Byškovice, Horňátky                                                 | Neratovice          | 5,68  |
| Cítov                          | Cítov                                                               | Cítov               | 12,56 |
| Čakovičky                      | Čakovičky                                                           | Čakovičky           | 3,16  |
| Čečelice                       | Čečelice                                                            | Čečelice            | 11,56 |
| Daminěves                      | Daminěves                                                           | Cítov               | 3,31  |
| Debrno                         | Debrno                                                              | Dolany nad Vltavou  | 1,85  |
| Dobřeň                         | Dobřeň                                                              | Dobřeň              | 6,36  |
| Dolany u Prahy                 | Dolany                                                              | Dolany nad Vltavou  | 3,65  |
| Dolní Beřkovice                | Dolní Beřkovice, Podvlčí                                            | Dolní Beřkovice     | 6,9   |
| Dolní Zimoř                    | Dolní Zimoř                                                         | Dolní Zimoř         | 1,62  |
| Dřínov                         | Dřínov                                                              | Dřínov              | 4,58  |
| Dušníky nad Vltavou            | Dušníky nad Vltavou                                                 | Všestudy            | 2,07  |
| Hleďsebe                       | Hleďsebe                                                            | Lhotka              | 0,52  |
| Horní Počaply                  | Horní Počaply                                                       | Horní Počaply       | 9,53  |
| Hořín                          | Hořín                                                               | Hořín               | 6,56  |
| Hostín u Mělníka               | Hostín                                                              | Hostín              | 6,36  |
| Hostín u Vojkovic              | Hostín u Vojkovic                                                   | Hostín u Vojkovic   | 4,78  |
| Chlumín                        | Chlumín                                                             | Chlumín             | 6,39  |
| Chodeč u Mělníka               | Chodeč                                                              | Vysoká              | 3,1   |
| Choroušky                      | Choroušky                                                           | Chorušice           | 2,78  |
| Chorušice                      | Chorušice                                                           | Chorušice           | 7,44  |
| Chramostek                     | Chramostek                                                          | Lužec nad Vltavou   | 2,41  |
| Chrást u Tišic                 | Chrást                                                              | Tišice              | 3,3   |
| Chudolazy                      | Chudolazy                                                           | Medonosy            | 3,07  |
| Chvatěruby                     | Chvatěruby                                                          | Chvatěruby          | 3,31  |
| Janova Ves                     | Janova Ves                                                          | Kokořín             | 2,05  |
| Jelenice u Mělníka             | Jelenice, Vavřineč                                                  | Malý Újezd          | 4,24  |
| Jenichov                       | Jenichov                                                            | Střemy              | 4,74  |
| Jenišovice u Mělníka           | Jenišovice                                                          | Býkev               | 1,42  |
| Jestřebice u Kokořína          | Jestřebice, Klučno                                                  | Dobřeň              | 8,01  |
| Ješovice                       | Ješovice                                                            | Liběchov            | 4,8   |
| Jeviněves                      | Jeviněves                                                           | Jeviněves           | 5,13  |
| Jiřice u Kostelce nad Labem    | Jiřice                                                              | Kostelec nad Labem  | 5,06  |
| Kadlín                         | Kadlín                                                              | Kadlín              | 4,71  |
| Kanina                         | Kanina                                                              | Kanina              | 5,29  |
| Kly                            | Dolní Vinice, Hoření Vinice, Kly, Krauzovna, Lom, Větrušice, Záboří | Kly                 | 7,88  |
| Kojetice u Prahy               | Kojetice                                                            | Kojetice            | 5,57  |
| Kokořín                        | Kokořín, Kokořínský Důl                                             | Kokořín             | 7,05  |
| Kopeč                          | Kopeč                                                               | Úžice               | 1,85  |
| Korycany                       | Korycany                                                            | Neratovice          | 4,33  |
| Kostelec nad Labem             | Kostelec nad Labem                                                  | Kostelec nad Labem  | 8,12  |
| Kozly u Tišic                  | Kozly                                                               | Tišice              | 5,37  |
| Kozomín                        | Kozomín                                                             | Kozomín             | 2,72  |
| Kralupy nad Vltavou            | Kralupy nad Vltavou                                                 | Kralupy nad Vltavou | 4,23  |
| Křivenice                      | Křivenice                                                           | Horní Počaply       | 2,86  |
| Křivousy                       | Dědibaby, Křivousy                                                  | Vojkovice           | 4,98  |
| Ledce u Stránky                | Ledce                                                               | Kadlín              | 2,09  |
| Ledčice                        | Ledčice                                                             | Ledčice             | 10,97 |
| Lešany u Nelahozevsi           | Lešany                                                              | Nelahozeves         | 3,21  |
| Lhotka u Mělníka               | Lhotka                                                              | Lhotka              | 4,8   |
| Liběchov                       | Liběchov                                                            | Liběchov            | 6,98  |
| Libiš                          | Libiš                                                               | Libiš               | 7,13  |
| Liblice                        | Liblice                                                             | Liblice             | 8,93  |
| Libovice                       | Brusné 1.díl, Libovice, Příbohy                                     | Nosálov             | 5,27  |
| Lobeč                          | Kralupy nad Vltavou                                                 | Kralupy nad Vltavou | 2,53  |
| Lobeč u Mšena                  | Lobeč                                                               | Lobeč               | 3,49  |
| Lobeček                        | Lobeček                                                             | Kralupy nad Vltavou | 3,56  |
| Lobkovice                      | Lobkovice                                                           | Neratovice          | 4,02  |
| Lužec nad Vltavou              | Lužec nad Vltavou                                                   | Lužec nad Vltavou   | 7,56  |
| Malý Újezd                     | Malý Újezd                                                          | Malý Újezd          | 7,99  |
| Medonosy                       | Medonosy, Nové Osinalice                                            | Medonosy            | 6,63  |
| Mělnická Vrutice               | Mělnická Vrutice                                                    | Velký Borek         | 4,78  |
| Mělnické Vtelno                | Mělnické Vtelno                                                     | Mělnické Vtelno     | 11,95 |
| Mělník                         | Mělník                                                              | Mělník              | 21,18 |
| Mikovice u Kralup nad Vltavou  | Mikovice                                                            | Kralupy nad Vltavou | 3,07  |
| Minice u Kralup nad Vltavou    | Minice                                                              | Kralupy nad Vltavou | 3,58  |
| Mlčechvosty                    | Mlčechvosty                                                         | Vraňany             | 4,52  |
| Mlékojedy u Neratovic          | Mlékojedy                                                           | Neratovice          | 2,69  |
| Mšeno                          | Mšeno, Romanov                                                      | Mšeno               | 14,46 |
| Nebužely                       | Nebužely                                                            | Nebužely            | 8,62  |
| Nedomice                       | Nedomice                                                            | Nedomice            | 3,23  |
| Nelahozeves                    | Hleďsebe 1.díl, Nelahozeves                                         | Nelahozeves         | 4,99  |
| Neratovice                     | Neratovice                                                          | Neratovice          | 3,3   |
| Netřeba                        | Netřeba                                                             | Úžice               | 3,81  |
| Nosálov                        | Nosálov                                                             | Nosálov             | 5,83  |
| Nová Ves u Nelahozevsi         | Nová Ves                                                            | Nová Ves            | 4,76  |
| Nové Ouholice                  | Miřejovice, Nové Ouholice, Staré Ouholice                           | Nová Ves            | 3,42  |
| Obříství                       | Dušníky, Obříství, Semilkovice                                      | Obříství            | 9,44  |
| Olešno                         | Brusné 2.díl, Olešno, Ráj, Vojtěchov                                | Mšeno               | 4,44  |
| Olovnice                       | Olovnice                                                            | Olovnice            | 5,87  |
| Osinalice                      | Nové Osinalice, Osinalice, Osinaličky                               | Medonosy            | 5,18  |
| Ostrý                          | Ostrý                                                               | Stránka             | 0,95  |
| Ovčáry u Dřís                  | Ovčáry                                                              | Ovčáry              | 3,72  |
| Podhořany                      | Hleďsebe 2.díl, Nelahozeves, Podhořany                              | Nelahozeves         | 1,77  |
| Postřižín                      | Postřižín                                                           | Postřižín           | 4,43  |
| Přívory                        | Přívory                                                             | Všetaty             | 6,74  |
| Radouň                         | Radouň                                                              | Mělnické Vtelno     | 3,59  |
| Rudeč                          | Kostelec nad Labem                                                  | Kostelec nad Labem  | 2,38  |
| Řepín                          | Řepín                                                               | Řepín               | 9,4   |
| Sedlec u Mšena                 | Hradsko, Sedlec                                                     | Mšeno               | 5,65  |
| Sitné                          | Nové Tupadly, Sitné                                                 | Želízy              | 4,34  |
| Skramouš                       | Skramouš                                                            | Mšeno               | 2,16  |
| Skuhrov u Mělníka              | Skuhrov                                                             | Velký Borek         | 1,37  |
| Spomyšl                        | Spomyšl                                                             | Spomyšl             | 3,59  |
| Stránka u Mšena                | Stránka                                                             | Stránka             | 6,11  |
| Strážnice u Mělníka            | Strážnice                                                           | Vysoká              | 8,91  |
| Střednice                      | Střednice                                                           | Vysoká              | 4,73  |
| Střemy                         | Střemy                                                              | Střemy              | 6,97  |
| Střezivojice                   | Střezivojice, Vlkov                                                 | Dobřeň              | 6,2   |
| Šemanovice                     | Šemanovice                                                          | Kokořín             | 3,88  |
| Tajná                          | Tajná                                                               | Stránka             | 1,73  |
| Tišice                         | Tišice                                                              | Tišice              | 4,04  |
| Truskavna                      | Truskavna                                                           | Kokořín             | 1,35  |
| Tuhaň                          | Tuhaň                                                               | Tuhaň               | 4,61  |
| Tupadly                        | Tupadly                                                             | Tupadly             | 6,37  |
| Újezdec u Mělníka              | Újezdec                                                             | Újezdec             | 2,37  |
| Úpor                           | Dušníky                                                             | Obříství            | 5,78  |
| Úžice u Kralup nad Vltavou     | Červená Lhota, Úžice                                                | Úžice               | 4,65  |
| Vehlovice                      | Mělník                                                              | Mělník              | 3,79  |
| Velký Borek                    | Velký Borek                                                         | Velký Borek         | 4,27  |
| Velký Újezd u Chorušic         | Velký Újezd                                                         | Chorušice           | 5,64  |
| Veltrusy                       | Veltrusy                                                            | Veltrusy            | 8,01  |
| Vepřek                         | Vepřek                                                              | Nová Ves            | 1,92  |
| Vidim                          | Vidim                                                               | Vidim               | 8,73  |
| Vliněves                       | Vliněves                                                            | Dolní Beřkovice     | 5,62  |
| Vojkovice u Kralup nad Vltavou | Vojkovice                                                           | Vojkovice           | 3,16  |
| Vraňany                        | Vraňany                                                             | Vraňany             | 5,16  |
| Vrbno u Mělníka                | Vrbno                                                               | Hořín               | 2,85  |
| Všestudy u Veltrus             | Všestudy                                                            | Všestudy            | 2,65  |
| Všetaty                        | Všetaty                                                             | Všetaty             | 6,13  |
| Vysoká Libeň                   | Vysoká Libeň                                                        | Mělnické Vtelno     | 10,76 |
| Vysoká u Mělníka               | Vysoká                                                              | Vysoká              | 9,79  |
| Záboří u Kel                   | Hoření Vinice, Lom, Záboří                                          | Kly                 | 2,72  |
| Zahájí u Chorušic              | Zahájí                                                              | Chorušice           | 1,88  |
| Zálezlice                      | Kozárovice, Zálezlice, Zátvor                                       | Zálezlice           | 7,61  |
| Zelčín                         | Zelčín                                                              | Hořín               | 2,19  |
| Zeměchy u Kralup nad Vltavou   | Zeměchy                                                             | Kralupy nad Vltavou | 4,93  |
| Zlončice                       | Dolánky, Zlončice                                                   | Zlončice            | 4,66  |
| Zlosyň                         | Zlosyň                                                              | Zlosyň              | 5,88  |
| Želízy                         | Želízy                                                              | Želízy              | 6,72  |
| Živonín                        | Živonín                                                             | Řepín               | 5,91  |

Celková výměra 701,06 km2